# Alfonso Ribeiro
Alfonso Lincoln Ribeiro (New York, 21 september 1971) is een Amerikaans acteur, danser en zanger. Zijn ouders emigreerden vanuit Trinidad en Tobago naar New York. Hij is het meest bekend als Carlton Banks in de sitcom The Fresh Prince of Bel-Air.

## Biografie
Ribeiro begon toen hij een jaar of acht was met acteren in het drama Oye Willie. Toen hij tien was produceerde hij een aantal nummers. Maar het echte werk met sterren begon pas toen Ribeiro in 1983 in The Tap Dance Kid speelde. Ook trad hij op in Michael Jacksons Pepsireclame. Ribeiro speelde Rick Schroders beste vriend in de televisieserie Silver Spoons.
Maar Ribeiro is het meest bekend als Carlton Banks in de televisieserie The Fresh Prince of Bel-Air. Destijds stond hij bekend als een groot talent, en met sterren als Will Smith en James Avery om zich heen liet hij dat ook goed zien. Sommige afleveringen regisseerde hij zelfs. Zijn specifieke dansbewegingen uit de serie, op de hit "It's Not Unusual" van Tom Jones, zijn ook nu nog ongekend populair in de Verenigde Staten. "The Carlton dance" is een begrip en een steeds weer terugkerend thema bij televisie optredens van Ribeiro.
Na The Fresh Prince of Bel-Air ging het echter wel minder met de loopbaan van Ribeiro. Hij zat nog wel in LL Cool J's show In the House. Hij trad nog op in de videoclip van Wild Wild West van zijn goede vriend Will Smith, en in 2003 zat hij in een reclame voor McDonald's, maar echte grote filmrollen kreeg hij niet meer. Ribeiro is getrouwd geweest en heeft een dochter. In 2012 trouwde hij voor de tweede keer.
In 2014 deed Ribeiro mee aan het negentiende seizoen van Dancing with the Stars. Hij vormde een paar met professioneel danseres Witney Carson. Met zijn jive in de eerste week behaalde hij 36 van de mogelijke 40 punten; Ribeiro werd hiermee de vierde deelnemer (na Kristi Yamaguchi, Amber Riley en Charlie White) die van elk jurylid een 9 kreeg in de eerste week. In de derde week kreeg hij 40 punten voor een dans waarin "de Carlton", een dansroutine uit The Fresh Prince, verwerkt zat. Ribeiro was de eerste deelnemer die al vóór de show bekendstond om een specifieke dansroutine.

## Filmografie (als acteur)
- Muppets Haunted Mansion (televisiefilm, 2021) - Geest van Fred
- Lovewrecked (2005) - Brent Hernandez
- Seek & Hide (Video, 2004) - Dr. Grone
- Cedric the Entertainer Presents televisieserie - Rol onbekend (Episode 1.16, 2003)
- The Rerun Show televisieserie - Dwayne (Afl., Divided He Falls/Rerun Gets Married, 2003)
- One on One televisieserie - Lenny (Afl., Me and My Shadow, 2002)
- In the House televisieserie - Dr. Maxwell Stanton (12 afl., 1996-1999)
- Spider-Man televisieserie - Randy Robertson (Afl., Partners in Danger Chapter 1: Guilty, 1997, voice-over)
- Spider-Man televisieserie - Randy Robertson/Young Joseph 'Robbie' Robertson (Afl., Sins of the Fathers Chapter 9: Tombstone, 1997, voice-over)
- Extreme Ghostbusters televisieserie - Roland Jackson (Afl. onbekend, 1997)
- Kidz in the Wood (televisiefilm, 1996) - Rol onbekend
- The Fresh Prince of Bel-Air televisieserie - Carlton Banks (146 afl., 1990-1996)
- In the House televisieserie - Carlton Banks (Afl., Dog Catchers, 1995)
- Bill Nye, the Science Guy televisieserie - Rol onbekend (Afl., Food Web, 1994)
- Infested (Video, 1993) - Darrel 'Panic' Lumley
- A Different World televisieserie - Zach Duncan (Afl., Hillman Isn't Through with You Yet, 1990)
- Out on the Edge (televisiefilm, 1989) - Jesse
- A Matter of Conscience (televisiefilm, 1989) - Danny
- Home Sweet Homeless (televisiefilm, 1988) - Buddy
- Mighty Pawns (televisiefilm, 1987) - Frank
- Silver Spoons televisieserie - Alfonso Spears (Afl. onbekend, 1984-1987)
- Magnum, P.I. televisieserie - Kenny (Afl., Missing Melody, 1986|L.A., 1986)
- Oye, Willie televisieserie - Rol onbekend (1980-1981)

- Gemeinsame Normdatei: 134496485
- International Standard Name Identifier: 0000 0000 5547 7229
- Library of Congress Control Number: n97842551
- MusicBrainz: 49142b88-b086-4484-b382-4d4826f93b26
- Virtual International Authority File: 46058505
- WorldCat: E39PBJtGWxJbMYtMVYpX6r9MT3